# Trh výrobních faktorů
Trh výrobních faktorů je místem, kde se střetává nabídka výrobních faktorů (práce, půda, kapitál) s poptávkou po těchto faktorech. Na rozdíl od trhu výrobků a služeb, kde výrobci nabízejí své výrobky a služby a domácnosti je poptávají, jsou na trhu výrobních faktorů nabízejícími domácnosti a poptávajícími firmy. Domácnosti nabízejí svůj čas, který věnují práci, schopnosti a dovednosti (souhrnně práci), dále pak své úspory (kapitál) a půdu. Firmy jako poptávající jim za tyto faktory platí:
- za práci se platí mzda (v případě soukromého sektoru) nebo plat (v případě státního sektoru) a cenou práce je mzdová sazba,
- za pronájem půdy se platí pachtovné a cenou půdy je sazba pozemkové renty,
- za kapitál se platí úrok a cenou kapitálu je úroková sazba.[1]

## Poptávka po výrobních faktorech
Poptávka po výrobních faktorech je tzv. poptávkou odvozenou. Zda firmy budou potřebovat a poptávat jednotlivé výrobní faktory totiž závisí na tom, zda domácnosti budou poptávat jejich výrobky a služby, na které se daný výrobní faktor používá. Protože se firmy snaží dosáhnout co nejvyššího zisku, budou poptávat jen takové množství výrobních faktorů, které jim zajistí zisk. 

## Faktory ovlivňující poptávku po výrobních faktorech
1. Poptávka domácností po výrobcích a službách, které jsou produkovány pomocí výrobních faktorů.
2. Množství jiných vstupů – to znamená, že když cena jednoho faktoru vzroste a ostatní zůstávají stejné, pak se firmě obecně vyplatí nahradit dražší faktor větším množstvím jiného levnějšího vstupu.
3. Změny v technologii – jestliže je vyvinut nový výrobní stroj, je jasné, že poptávka po práci bude nižší.